# 卡拉夫
卡拉夫，是西班牙加泰罗尼亚巴塞罗那省的一个市镇。总面积9平方公里，总人口2975人（2001年），人口密度331人/平方公里。

## 友好城市
- 法國 苏阿勒